# Ehler Danloss
Luis Daniel Ruiz, conocido como Ehler Danloss (por el síndrome Ehlers-Danlos que sufre) es un Mc madrileño.

## Biografía
Ehler Danloss nació y vivió en Madrid varios años y después se mudó a Barcelona, donde reside actualmente. También ha vivido varios años en Málaga y Sevilla.
Se dio a conocer gracias al éxito en internet de sus dos maquetas: "Amor de Mono" y "Monkey Furia".
Participó en la Red Bull Batalla de los Gallos de 2005, una competición de Freestyles que reunió a 29 raperos nacionales, donde perdió la final ante Zatu. Debido a que este último se encontraba de gira, el segundo puesto clasificó a Ehler Danloss para la final internacional en Puerto Rico junto con el resto de ganadores de los países de habla hispana. En esta ocasión cayó en semifinales contra Eric El Niño.
Tras un periodo de menor actividad, el artista publicó junto a su amigo y productor Ciclo "El bootleg puto (2004-2007)", una mixtape gratuita con temas inéditos y colaboraciones de ambos en trabajos de otros artistas. En el año 2008 publicó "Engranajes Nº1", una maqueta/EP que volvió a tener cierta repercusión en Internet.
El 19 de diciembre de 2011 ha salido su último maxi compuesto de 4 temas bajo el título de Danlosszepam.
Actualmente también está trabajando en un LP que saldrá a la luz a finales de 2012 o incluso en 2013.

## Discografía
- "Amor de Mono" (Maqueta, 2005)
- "Monkey Furia" (Maqueta, 2005)
- "Engranajes Nº 1" (Maqueta, 2008)
- "DanlossZepam" (Maxi, 2011)

### ConCyclo
- "El bootleg puto" (2004 - 2007) (Mixtape, 2007)

## Colaboraciones
- Púgiles "Gran Thriler" ("Ehler Danloss te apuñala") (2004)
- Hipnotik "Fondo Sur" ("Un Trecekatorce") (2005)
- Gizmo "Seinen Series Vol 1.0" ("Anatomía" y "El ojo de Sísifo") (2005)
- WAR4 "Yo rap, tu Chita" ("Audio Digital/Ánimo") (2005)
- Poesía Sublime "Sientate y escucha" ("Frente Palacios") (2005)
- Biela Pro "Biela Pro fresstail´s" ("Marina") (2005)
- Coleta y Ciclo "Tándem" ("SoulPack 1985") (2006)
- Gone "Punzones Silábicos" ("Punzones de Alambre") (2006)
- L.E. Flaco "La Especie" ("Las personalidades de Timmy Parker") (2006)
- A3Bandas "Zigurat" ("Pasión Turca") (2006)
- Alexo Gianella "Cenizas de Alambique" ("Randal Flagg Vs. Engranajes" y "Peces Gordos") (2006)
- Kane & Dj Harden "Kane & Dj Harden" ("Vete ya") (2006)
- Hipnotik "Carnaval" ("La industria musical") (2007)
- Shinoflow "El presidente de los estados de ánimo" ("Dos players") (2007)
- Porta "En boca de tantos" ("Tengo") (2008)